# 濕生
濕生（梵语：saṃsveda-ja），佛教術語，又作寒熱和合生、因緣生，谓如蚊虫类般在湿润处由濕氣受生，爲四生（四種眾生出生的方式）之一。

## 概论
濕生，谓在湿润处由濕氣受生，不同於卵生（從卵中孵化生出）、胎生（從母胎中生出）、化生（从无中突然自然变化生出）。
湿生所依的湿润地带可以是粪便、厕坑、腐肉、变质的流食等（如苍蝇），可以是沟渠、池沼、塘湖等（蚊），可以是草丛、树林、腐叶等（如蟋蟀、蛾），可以是江河、大海等（如部分那伽龙）。
四生并非和“物种”或六道众生种类一一对应，《俱舍論》認為人與傍生四種生育方式皆有，其中濕生的人有曼馱多、遮盧、鄔波遮盧，鴿鬘、庵羅衛等。《楞嚴經》亦認為遍布於各道中的阿修羅各有不同誕生方式，其中畜生道之阿修羅為濕生。

## 与生物学概念辨析
佛教中的出生方式不是生物学上的生殖方式分类，而是分类众生所生的环境，像飛蛾、蚊子等昆蟲在生物学上都爲卵生動物，佛学上仍归类爲湿生。